# Emil Tarłowski
Emil Tarłowski do 1907 używał nazwiska Acht (ur. 4 stycznia 1856 w miejscowości Podciemne powiat Bóbrka, zm. 27 sierpnia 1928 w Batowicach) – generał major cesarskiej i królewskiej Armii.

## Życiorys
Ukończył szkołę realną we Lwowie oraz Kolegium Wojskowe w St. Pölten. Do wojska wstąpił 1 września 1876 po ukończeniu Akademii Wojskowej w Wiener Neustadt. Do 1889 służył jako porucznik w Pułku Ułanów Nr 8. W 1881 został adiutantem pułku, a w 1888 odkomenderowany do 5 Korpusu jako nauczyciel języka rosyjskiego. Następnie służył w Pułku Ułanów Nr 7 jako adiutant. W 1894 przeszedł do Obrony Krajowej. Ukończył kurs oficerów sztabowych Obrony Krajowej w Wiedniu, w maju 1895 objął dowództwo dywizjonu w Pułku Ułanów Obrony Krajowej Nr 1 w Kołomyi. W 1897 awansował na stopień majora, w 1898 był podpułkownikiem. Przez kilka lat pełnił funkcje szefa sztabu inspektora kawalerii Obrony Krajowej. Wielokrotnie organizował manewry Obrony Krajowej. 1 lutego 1904 objął dowództwo Pułku Ułanów Obrony Krajowej Nr 4 w Ołomuńcu. 1 maja 1904 awansował na stopień pułkownika.
1 maja 1910 awansował na stopień generała majora i równocześnie objął komendę nad 2 Brygadą Kawalerii Obrony Krajowej w Ołomuńcu. W 1911 arcyksiążę Fryderyk uznał go za nienadającego się na wyższe stanowiska i do awansu (ze względu na narodowość), mimo że jeszcze rok wcześniej uznawano go za bardzo dobrego kandydata na dowódcę dywizji. 1 maja 1912 na życzenie Tarłowskiego, po przeprowadzonej superarbitracji, przeszedł on w stan spoczynku i zamieszkał w Ołomuńcu.
W czasie I wojny pozostawał poza siłami zbrojnymi. Starania o przyjęcie do Wojska Polskiego zaczął dopiero w 1920 ze względu na ciężką chorobę żony. Mimo poparcia generała Emila Gołogórskiego nie został przyjęty, argumentowano to zaawansowanym wiekiem i brakiem etatów. Zamieszkał w Bielsku, był dwukrotnie żonaty, pozostawił trzech synów. Zmarł w Krakowie – Batowicach. Został pochowany na cmentarzu Rakowickim w Krakowie (kwatera Hb).

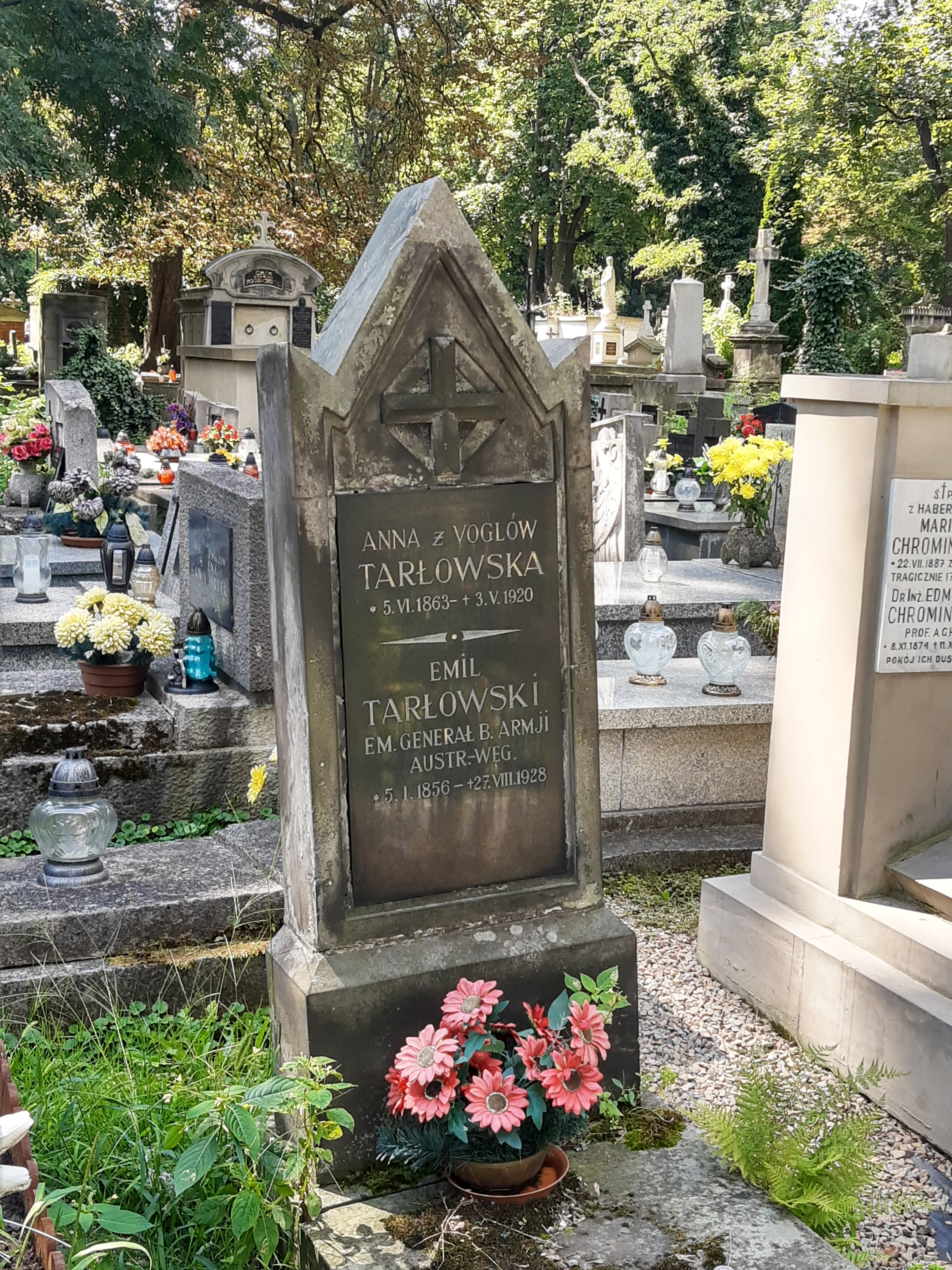
Grób gen. Emila Tarłowskiego na cmentarzu Rakowickim

## Odznaczenia[2]
- Kawaler Orderu Korony Żelaznej III klasy
- Kawaler Orderu Franciszka Józefa
- Krzyż Zasługi Wojskowej
- Odznaka za Służbę Wojskową III klasy
- Medal Jubileuszowy Pamiątkowy dla Sił Zbrojnych i Żandarmerii
- Krzyż Jubileuszowy Wojskowy